# Le Roi de Camargue
Le Roi de Camargue es una película francesa de 1922 dirigida por André Hugon.

## Trama
Un bohemio le ha lanzado un hechizo a Lisette, la prometida de Renaud, el orgulloso guardián apodado Rey de Camargue. Renaud quiere castigar a la bruja que asustó a Lisette. Pero ahora, tras conocer a la gitana, se deja llevar por el extraño encanto que emana a ella. Ella hace algunos arreglos para encontrarse con él en una cabaña aislada en medio de unos estanques fangosos. Lisette, advertida por la traición de su prometido, se dirige al lugar donde se encuentra para encontrarse con el infiel. Pero Renaud cambia las apuestas que marcan el único pasaje del vado. Al final Lisette muere, más aún por la traición de Renaud.

## Protagonistas
- Elmire Vautier como Lisette
- Claude Mérelle
- Marie-Laure como L'aïeule
- Charles de Rochefort como Renaud, el rey de Camargue
- Jean Toulout como Rampal
- Luc Dartagnan